# Гонто
Гонто (фр. Gonnetot) насеље је и општина у северној Француској у региону Горња Нормандија, у департману Приморска Сена која припада префектури Дјеп.
По подацима из 2011. године у општини је живело 158 становника, а густина насељености је износила 67,81 становника/km². Општина се простире на површини од 2,33 km². Налази се на средњој надморској висини од 130 метара (максималној 138 m, а минималној 95 m).

## Демографија
| 1962. | 1968. | 1975. | 1982. | 1990. | 1999. | 2011. |
| ----- | ----- | ----- | ----- | ----- | ----- | ----- |
| 140   | 151   | 128   | 147   | 130   | 143   | 158   |

График промене броја становника у току последњих година